# باذرة (يبعث)

تعديل مصدري - تعديل

باذرة هي إحدى قرى عزلة يبعث بمديرية يبعث التابعة لمحافظة حضرموت، بلغ تعداد سكانها 56 نسمة حسب تعداد اليمن لعام 2004.